# Mannen med järnnävarna
Mannen med järnnävarna (originaltitel: City for Conquest) är en amerikansk dramafilm från 1940 i regi av Anatole Litvak, baserad på en roman av Aben Kandel från 1936.

## Handling
Danny Kenny (James Cagney) arbetar som lastbilschaufför och är tillsammans med flickvännen Peg (Ann Sheridan). Han sadlar om till boxare och bestämmer sig för att finansiera sin brors drömmar om en musikkarriär. Peg lämnar honom dock för dansaren Murray Burns (Anthony Quinn) och för att själv försöka lyckas som dansös. Danny går en match mot den ökände boxaren Cannonball Wales och mister nästan synen efter att Wales använt kolofonium på sina boxhandskar.

## Rollista
- James Cagney - Danny Kenny
- Ann Sheridan - Peggy "Peg" Nash
- Arthur Kennedy - Eddie Kenny, Dannys bror
- Frank Craven - Old Timer
- Anthony Quinn - Murray Burns
- Elia Kazan - Googi
- Donald Crisp - Scotty McPhearson
- Frank McHugh - Mutt
- George Tobias - Pinky
- Jerome Cowan - Dutch
- Lee Patrick - Gladys